# Skatt

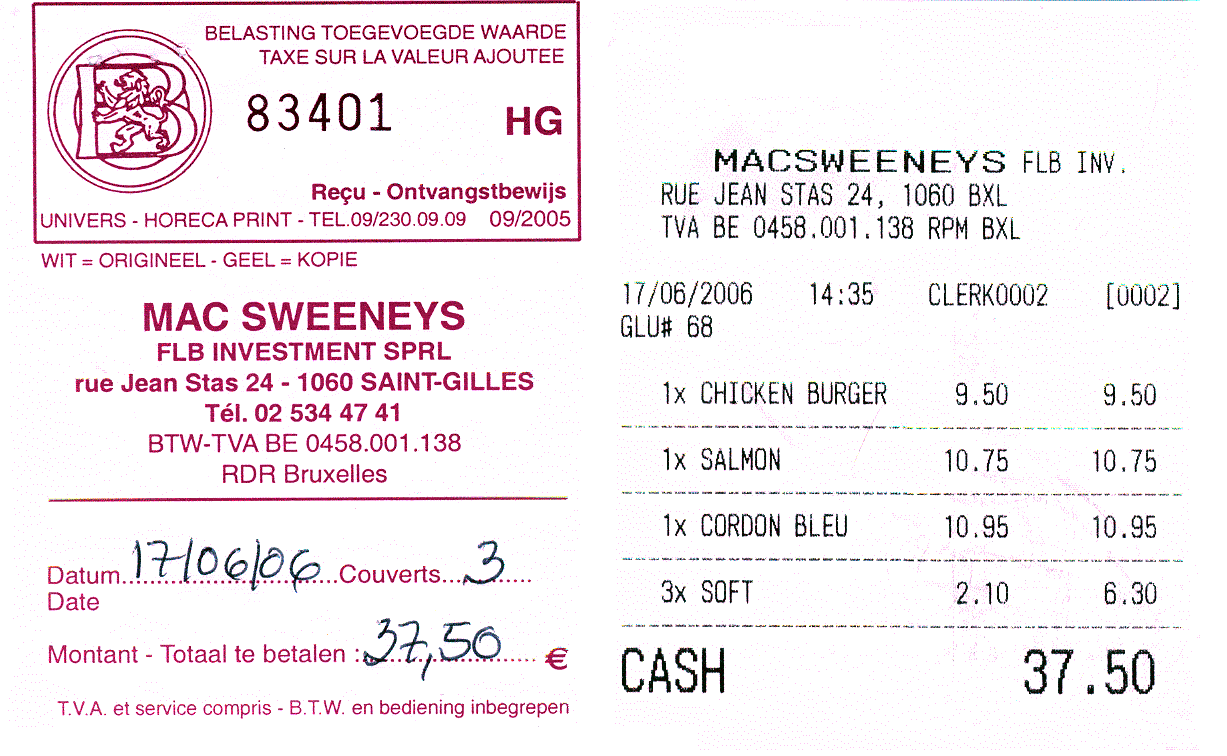
Skattekvitto från en restaurang i Bryssel, Belgien.

Skatt är en lagstadgad skyldighet att betala ett belopp till staten eller annat samhällsorgan, som åläggs fysisk person eller juridisk person utifrån dennes förehavanden, utan direkt koppling till motprestationer från betalningsmottagaren. Det främsta syftet brukar vara att finansiera offentlig sektor. Skatten kan också ha andra syften, såsom att jämna ut inkomster eller påverka personers handlingar med hjälp av ekonomiska incitament. 
Det finns dels direkt skatt som utgår till exempel på taxerad inkomst, förmögenhet och realisationsvinst, dels indirekt skatt i form av punktskatt och mervärdesskatt på varor och tjänster. Skillnaden mellan direkta och indirekta skatter är att med direkta skatter menar man oftast skatter som ska bäras av den som är skyldiga att betala den. En indirekt skatt är däremot en skatt som den som betalar in (ofta ett företag) förväntas lägga över på andra, till exempel kunder.
Både fysiska och juridiska personer kan betala skatt. Ett dödsbo är skattskyldigt för den dödes och dödsboets inkomster. 
Förutom generella skatter, som inkomstskatt och moms, finns även vissa speciella skatter - till exempel fordonsskatt. I industrialiserade länder är inkomstskatt, moms och punktskatter viktiga inkomstkällor.

## Skatter och avgifter
Man skiljer i strikt mening mellan skatter och avgifter. Skatter betalas av alla oavsett om de utnyttjar nyttigheterna eller inte, utan direkt koppling till särskild motprestation. Avgifter är däremot kopplade till en motprestation och tas ut av den som utnyttjar tjänsterna.
Gränsen mellan skatter och avgifter är något flytande. Arbetsgivaravgifter är exempelvis trots namnet delvis skatt (bland annat ingår allmän löneavgift) och den kommunala fastighetsavgiften i Sverige är i rättslig mening en skatt. 
Ett annat exempel är trängselskatt i Stockholm; trängselskatten var från början avsedd att kallas trängselavgift, men sedan Lagrådet påpekat att förslaget juridiskt inte kunde kallas avgift ändrades ordet till trängselskatt.
Exempel på avgifter är de avgifter man betalar för ett läkarbesök, ett pass eller en förskoleplats.

## Inkomstskatt
Inkomstskatten är en direkt skatt på inkomst. Som inkomst räknas löner, räntor och andra inkomster av kapital, realisationsvinster och liknande. Skatten kan vara proportionell, så kallad platt skatt, vilket betyder att den tas ut med samma procentsats oavsett hur mycket personen tjänar. Progressiv inkomstskatt betyder att den som har högre inkomst betalar en högre procentsats, och alltså betalar en större andel av inkomsten i skatt. Regressiv skatt betyder att ju högre inkomster, desto lägre andel i skatt. 
Både fysiska personer och juridiska personer (såsom företag) betalar oftast inkomstskatt. Från inkomsterna kan man ofta göra avdrag för utgifter som är nödvändiga för att få inkomsten, för omständigheter som sänker skattebetalningsförmågan och för donationer till goda ändamål. Vad som räknas som inkomst eller avdragsgilla utgifter eller omständigheter varierar mellan länder.

## Moms
Mervärdesskatt, mervärdesomsättningsskatt eller meromsättningsskatt (moms) är en indirekt skatt på det mervärde som genereras vid försäljning av varor och tjänster. Omsättningsskatt är en liknande skatt som beräknas annorlunda.

## Punktskatter
Punktskatter eller acciser är indirekta skatter på vissa utpekade varor eller liknande, ofta med syfte att minska förbrukningen av dessa eller för att finansiera indirekta kostnader förknippade med konsumtionen. Några exempel på punktskatter är alkoholskatt och bensinskatt.

## Skatt på egendom
Direkt skatt på ägande, ofta med fördelningspolitiskt syfte. Ett exempel på detta är fordonsskatt, som betalas enbart för att inneha ett motorfordon.

## Arbetsgivaravgifter och egenavgifter
Arbetsgivaravgifter räknas normalt som avgifter, men kan innehålla inslag av skatt. Arbetsgivaravgifterna består av flera olika avgifter som betalas av arbetsgivaren, oftast ett företag. Avgifterna beräknas som en andel av de löner som de anställda får. Avgifterna ger rätt till förmåner som till exempel sjukersättning och pension och betalas av arbetsgivaren direkt till skattemyndigheten, pensionsfonder och liknande. I arbetsgivaravgifterna ingår moment av skatt, om det ingår avgifter som inte ger rätt till motsvarande förmåner.
Egenavgifter liknar arbetsgivaravgifter, men betalas av egenföretagare i förhållande till den intjänade inkomsten.

## Historia
Skatter har funnits åtminstone sedan tidig historisk tid. En tidig skatt var en andel av den årliga skörden, och i det gamla Egypten och i Mesopotamien förekom skatt i form av dagsverken till staten. Aten och Rom införde skatter på handeln som exempelvis tullar och skatt på försäljning. Under medeltiden var indirekta skatter på handeln den dominerande skatteformen.
Skatter baserade på en summa per hushåll, på jordägande eller andra grunder förekom också. Innan penninghushållningen slog igenom betalades skatten huvudsakligen i varor eller med arbete. I sammanhanget kan man också nämna den religiösa skatten tiondet, en sorts skatt till kyrkan som bland annat finansierade fattigvården.

## Religiös skatt
Det är inte bara stater och andra offentliga organ som tar skatt.  Även den organiserade religionen taxerar ibland på motsvarande sätt för att finansiera sin verksamhet.  För vissa religioner är detta obligatoriskt och påbjudet för medlemmar, för andra religioner är inbetalningen frivillig (och bör då inte betecknas som skatt).  I vissa samhällen står statsmakten för skatteuppbörden för vissa religiösa samfund. Följande är några exempel på religiösa skatter:
- Församlingsskatt fanns i Sverige fram till dess Svenska kyrkan skiljdes från staten år 2000.
- Tionde, kristendom - Ses oftast som en rekommendation.
- Zakat, (allmoseskatt), islam -  obligatoriskt
- Huqúqu'lláh (Guds rättighet), bahá'í -  obligatoriskt
- Lagaan, hinduism
- Jizya, skatt för icke-muslimer inom muslimska områden

## Progressivitet, degressivitet, regressivitet och marginalskatt
En skatteskala kan vara linjär, det vill säga utgå från samma procentuella andel av det beskattningsbara skatteunderlaget, progressiv, det vill säga en högre skattesats ju större skatteunderlaget är, procent på skatteunderlaget. Regressiv skatt kallas den skatt som är proportionellt mindre för högre inkomst. En regressiv skatt innebär att låginkomsttagare i förhållande till sin inkomst får betala en större andel av sin inkomst i skatt än en höginkomsttagare.
Ofta talar man om marginalskatt. Med det menas skatten på ytterligare inkomst. Vid progressiv skatt är marginalskatten högre än den effektiva skattesatsen, det vill säga total skatt dividerad med total inkomst.

## Skattenivåer, internationell jämförelse
Skattenivån eller skattekvoten är i detta sammanhang skatter och avgifter som andel av landets bruttonationalprodukt (BNP). Statistiken, som publiceras av OECD, används ofta för att jämföra länder. De ger ett underlag för att jämföra inriktningen och storleken på den offentliga sektorn jämfört med den privata sektorn. Den som använder statistiken för en sådan jämförelse bör dock ta hänsyn till skillnaderna i ländernas förutsättningar och skattesystem.
Till att börja med är det bara möjligt att ta ut skatter i större mängd om medborgarna har pengar över för egen konsumtion. Skattenivån mätt som andel av BNP är bland annat därför lägre i utvecklingsländer. Det betyder att jämförelser endast kan göras mellan länder som har ungefär samma inkomst per capita. Stor del av den offentliga sektorns utgifter i välfärdsländer är sådant som främst hör till en stat där medborgarnas levnadsstandard redan är hög.
Det är dessutom nödvändigt att se vad som finansieras med skatter och avgifter och vad som finansieras på andra sätt. Många offentliga verksamheter är sådana nyttigheter som medborgarna annars hade betalat med egna medel. Bland dessa kan man nämna pensioner och sjukvård, som kan finansieras med skattemedel, helt privat eller genom avtal med arbetsgivare. Med en lösning där en nation väljer att finansiera pensioner (eller en del av dem) som avtalspensioner betalar arbetsgivaren premier till försäkringsbolagen i stället för pensionsavgifter och skattekvoten blir lägre. Lönekostnaderna för företaget påverkas på samma sätt i de båda fallen. En jämförelse av enbart siffror ger alltså en lägre skattekvot för länder med socialförsäkringar som administreras av pensionsfonder och liknande än för länder där motsvarande försäkringar sköts inom ramen för statsbudgeten, även om avgifterna till sådana fonder kan vara lagstadgade.
Skattekvoten påverkas också av valet att beskatta förmåner som pensioner, arbetslöshetsersättningar, föräldrapenning och liknande. Länder som inte tar ut inkomstskatt på sådana transfereringar får en lägre skattekvot.

### Skattenivå i olika länder
Skatter och avgifter i procent av BNP 2007. Hämtad från "Tax revenue as percentage of GDP" enligt OECD:s databas. Talen är inte nödvändigtvis jämförbara, trots ansträngningar att göra definitionerna enhetliga , då skattesystem och till exempel system för socialförsäkringar skiljer sig åt. Bland annat så räknas socialförsäkringsavgifter enligt svensk modell till skattekvoten, men däremot inte avgifter för avtalsbaserade socialförsäkringar.
- Danmark:              48,9   procent
- Sverige:              48,2   procent
- Belgien:              44,4   procent
- Frankrike:            43,6   procent
- Norge:                43,4   procent
- Italien:              43,3   procent
- Finland:              43,0   procent
- Österrike:            41,9   procent
- Island:               41,4   procent
- EU-15 genomsnitt:  39,8   procent
- Ungern:               39,3   procent
- Nederländerna:        38,0   procent
- Spanien:              37,2   procent
- Luxemburg:            36,9   procent
- Storbritannien:       36,6   procent
- Portugal:             36,6   procent
- Tjeckien:             36,4   procent
- Tyskland:             36,2   procent
- Nya Zeeland:          36,0   procent
- OECD genomsnitt:   35,9   procent
- Polen:                33,5   procent
- Kanada:               33,3   procent
- Irland:              32,2   procent
- Grekland:             31,3   procent
- Australien:           30,6   procent
- Slovakien:            29,8   procent
- Schweiz:              29,7   procent
- Sydkorea:                28,7   procent
- USA:                  28,3   procent
- Japan:                27,9   procent

## Syften och effekter

### Fiskalt syfte
Det viktigaste syftet med skatter är det som kallas det fiskala syftet, alltså att ge inkomster för att betala de kollektiva nyttigheterna som staten eller kommunen erbjuder. Beskattningen drar in resurser från den privata sektorn för att skapa utrymme för den offentliga sektorns verksamhet och investeringar. Beskattningen kan emellertid också användas för andra syften som för att uppmuntra ett visst beteende. I synnerhet punktskatter används som ekonomiskt styrmedel. När beskattningen används för sådan icke-fiskala mål säger man att skatten har interventionistiska effekter.
Motsatsen är neutrala skatteregler, som ger samma rangordning av olika handlingsalternativ före skatt som efter. Skatteneutraliteten innebär att när skatten bara har ett fiskalt syfte utformas den för att inte påverka den skattskyldiges val. Valet mellan till exempel att spara, konsumera eller investera eller valet mellan olika boendeformer skall inte påverkas av skattesystemet. Tendensen i de flesta industriländer i skattereformerna från slutet av 1900-talet har varit att gå från interventionism till skatteneutralitet.
Högre skatter ger ökade skatteintäkter upp till en viss nivå. Om skatterna blir för höga antas medborgarnas vilja att betala skatt minska, medan ansträngningar för att undvika skatt blir allt mer lönande. Se Lafferkurvan.

### Fördelningspolitiskt syfte
Skatterna kan utformas för att jämna ut skillnader i inkomst och förmögenhet mellan olika medborgare. Detta kan man uppnå genom till exempel en progressiv skatteskala (högre procentuell skatt vid högre inkomster) och skatt på förmögenhet, arv och gåvor. Lägre moms på mat och andra varor har också motiverats med fördelningspolitiska mål. Utjämningseffekten blir dessutom ännu högre om delar av skatteintäkterna används för transfereringar till dem som har låga inkomster.

### Stabiliseringspolitiskt syfte

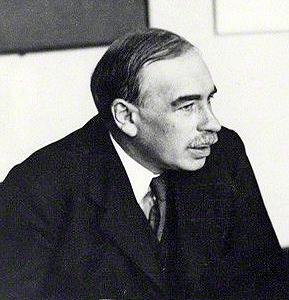
John Maynard Keynes lade fram en teori om hur regeringar kan påverka konjunkturer med (bland annat) skattepolitiken.

Skatterna kan användas för att stimulera samhällsekonomin eller för att verka återhållande. En tillfällig sänkning av momsen kan till exempel användas för att stimulera konsumtionen. Justeringar av skattereglerna för investeringar kan användas för att öka eller minska företagens vilja att investera, vilket på sikt leder till effekter på produktionen.

### Andra syften
Beskattningen kan användas för snart sagt vilket syfte som helst som lagstiftaren finner lämpligt. Områden som berörs är bland annat regionalpolitik (nersättning av arbetsgivaravgifter), miljöpolitik (ökad eller minskad skatt på olika energislag), folkhälsa (alkohol- och tobaksskatt) och familjepolitik (utformningen av familjens skatt). Sverige förändrade till exempel reglerna för makars beskattning i början av 1970-talet. Tidigare fördelades inkomsterna på båda makarna, och det var då fördelaktigt att en av makarna arbetade och den andra (oftast kvinnan) skötte hemmet. I början av 1970-talet förändrades detta så att varje make beskattades för sin inkomst. På grund av de höga marginalskatterna var det då fördelaktigare med två inkomster, även om de var något lägre. Detta medförde att antalet hushåll där båda makarna arbetade steg mycket kraftigt. Punktskatter har ofta använts för att höja priset och på det viset styra bort konsumtion från sådant som anses ohälsosamt, miljöfarligt eller olämpligt på något annat sätt.

## Uppfattningar om beskattning

### Stöd för beskattning
Enligt de flesta politiska filosofierna är skatter rättfärdigade för att finansiera aktiviteter som anses nödvändiga för samhället. Progressiv skatt kan användas för att reducera ojämlikheter i samhället. Enligt denna syn är beskattning i moderna nationsstater en fördel för samhällets utveckling och därigenom en majoritet av befolkningen (se Utilitarism). Ett vanligt sätt att presentera detta är att parafrasera Oliver Wendell Holmes, Jr., "Skatt är civilisationens pris" 

### Motstånd till beskattning
Vissa politiska filosofier är emot skatt för att det är obligatoriskt och påtvingat av ett rättssystem. De ser beskattning som stöld för att det är en kränkning av äganderätten. Politiska voluntarister, anarkokapitalister och de flesta andra typer av libertarianer i allmänhet ser beskattning som en aggression av staten (se Principen om icke-aggression). Att demokrati legitimerar beskattning avfärdas av dem som anser att all form av statlig makt, inkluderande demokratiskt antagna lagar, i grunden är förtryckande. Ekonomen Ludwig von Mises ansåg att "samhället i sin helhet" inte ska fatta sådana här beslut, på grund av metodologisk individualism. Libertarianer som är emot beskattning anser att de tjänster som idag tillhandahålls av staten kan ersättas av privata alternativ, som privata försvarsbyråer, medlingsbyråer eller frivilliga donationer.